# 奇茲姆維爾 (阿肯色州)
奇茲姆維爾（英語：Chismville）是位於美國阿肯色州洛根縣的一個非建制地區。該地的面積和人口皆未知。

## 地理
奇茲姆維爾的座標為35°13′02″N 93°56′26″W / 35.21722°N 93.94056°W，而該地的平均海拔高度為152米（即499英尺）。